# Длужкі
Длужкі (пол. Dłużki, нім. Dlusken, 1938–45: Seebude) — село в Польщі, у гміні Ґетшвалд Ольштинського повіту Вармінсько-Мазурського воєводства.
Населення — 41 особа (2011).
У 1975-1998 роках село належало до Ольштинського воєводства.

## Демографія
Демографічна структура станом на 31 березня 2011 року:
|          | Загалом | Допрацездатний вік | Працездатний вік | Постпрацездатний вік |
| -------- | ------- | ------------------ | ---------------- | -------------------- |
| Чоловіки | 21      | 1                  | 16               | 4                    |
| Жінки    | 20      | 6                  | 9                | 5                    |
| Разом    | 41      | 7                  | 25               | 9                    |